# Großsöding
Großsöding, teilweise auch Groß-Söding geschrieben, ist eine Ortschaft in der Weststeiermark sowie ein Dorf und Katastralgemeinde der Gemeinde Söding-Sankt Johann im Bezirk Voitsberg, Steiermark. Der Ort war von 1850 bis zum Januar 1958 eine eigenständige Gemeinde.

## Ortsname und Geografie
Der Name Söding leitet sich vom althochdeutschen Personennamen Sedo ab, der mit dem althochdeutsch-germanischen Suffix -ing versehen wurde. Das -ing ist dabei die Mehrzahl des Datives -ingen. Im Laufe des 15. Jahrhunderts wurde der Name Seding hyperkorrekt zu Söding gerundet. Der Ortsname bedeutet so viel wie bei den Leuten des Sedo. Der Namenszusatz Groß- stammt davon, dass im 13. Jahrhundert dies die größere Ansiedlung der beiden Söding genannten Dörfer im Södingtal war.
Großsöding liegt im unteren Södingtal, im östlichen Teil der Gemeinde Söding-Sankt Johann, an den Erhebungen östlich des Södingbaches und nördlich der Kainach. Im Nordwesten, Norden und Nordosten grenzt die Marktgemeinde Hitzendorf mit den Katastralgemeinden Berndorf und Hitzendorf mit der Rotte Höllberg an Großsöding, wobei hier der Schlossbach sowie der Höllbergbach einen Teil der Grenze bildet. Die Hitzendorfer Katastralgemeinde Schadendorfberg mit der Rotte Stein und den Streusiedlungen Södingberg und Schadendorfberg befinden sich im Osten. Der Arkenbach bildet im Südosten teilweise die Grenze zur Marktgemeinde Lieboch mit der gleichnamigen Katastralgemeinde und dem Dorf Schadendorf. Zu den Katastralgemeinden Fluttendorf und Mooskirchen der Marktgemeinde Mooskirchen verläuft im Süden und Südwesten der Grenzverlauf entlang der Kainach und des Södingbaches. Der Södingbach bildet auch die Grenze zur im Westen gelegenen Katastralgemeinde Kleinsöding der Gemeinde Söding-Sankt Johann.
Durch Großsöding verläuft die Packer Straße (B 70) sowie die in Großsöding davon abzweigende Landesstraßen L301, die Stübinggrabenstraße nach Stallhofen und die L383, die Dobleggerstraße nach Mayersdorf.

## Geschichte
Die ältesten Siedlungsspuren in Großsöding stellen Römerzeitliche Funde wie Münzen und Tonscherben dar. Das heutige Großsöding geht auf eine bairische Gründungssiedlung im 9. Jahrhundert zurück. Die damalige Siedlung wurde als zweizeiliges Straßendorf mit an den Höfen angeschlossenen Grundstücken und Gewannfluren angelegt zu dem auch ein dominikaler Meierhof mit Hofried sowie ein Gmeinwald gehörte. Der Name Söding taucht bereits vor der sicheren Nennung eines gleichnamigen Dorfes als Name für das Tal des Södingbaches auf und es gab gleichzeitig zwei Dörfer mit dem Namen Söding im Södingtal, eines war das heutige Groß-Söding das andere lag beim heutigen Münichhof in Södingberg. Als Tuta von Formbach um 1050 das Stift Suben gründete, stiftete sie auch ihre steirischen Besitzungen Berndorf und das heutige Groß-Söding dem Kloster, die sie zuvor entweder als Mitgift von ihrem Vater Graf Heinrich I. von Formbach oder als Widerlage von ihrem ersten Ehemann dem ungarischen König Béla I. erhalten hatte. Bereits im 11. Jahrhundert existierte bei Söding vermutlich eine Wehranlage. Vermutlich durch die Ungarneinfälle im Jahr 1053 gelangte der Ort in Folge an die Erben von Tuta, ihre Tochter oder Enkelin Adelheid und deren Mann Graf Udalschalk I. von Lurngau. Altmann von Lurngau, ein Enkel oder Großenkel von Tuta, gelangte 1115 in den Besitz der Herrschaft Suben und deren Güter und ließ 1126 oder 1136 die Stiftung von Tuta neu aufleben, indem er das Gebiet von Söding erneut dem Stift Suben stiftete. Im Jahr 1103 wurde erstmals ein Gut villa Sedinge  auf dem ein gewisser Diethmar saß urkundlich erwähnt, als Herzog Heinrich III. von Kärnten dieses Gut dem Stift St. Lambrecht schenkte. Eine weitere urkundliche Erwähnung erfolgte 1136 als Sedingen. Dieses im 14. Jahrhundert verödete Dorf wurde von vielen Historikern im heutigen Groß-Söding im unteren Södingtal lokalisiert, befand sich aber im mittleren Södingtal. Durch einen Vergleich ging Großsöding im Jahr 1159 als Lehen an Engelschalk Subner. Der Urbar von 1265 nennt ein Seding, wol was unten Munchzeil, das heutige Groß-Söding, sowie ein Seding, wol was unten Chnappenzeil beim heutigen Münichhof.
Weiter Erwähnungen des Ortes erfolgten 1268 und 1269 als Sedinge, 1292 als magna Sedingen. Zumindest um 1400 gehörte das Dorf Sedinge villa et allodium zum Hengistgau. Im Jahr 1478 erfolgte die erstmalige Nennung als Grossedingen und schließlich 1729 als Groß Söding. Das Stift Suben sah sich aufgrund der als Türkensteuer von den kirchlichen Grundherrschaften eingehobenen Quart, welches ein Viertel des Urbarbesitzes ausmachte, um 1534 gezwungen das Gut sowie die Gült Großsöding an den Grazer Wolfgang Staiger zu verkaufen. Staigers Erbin Siguna Neuburger brachte 1631 das Gut Groß-Söding in ihre Ehe mit Sebald Roll, den Besitzer des Schlosses Rollau, welcher es mit seiner Herrschaftsverband. Eva Susanna, die Witwe von Sebalds Sohn Hans Karl Roll verkaufte das Anwesen Groß-Söding an den Hofkammersekretär Johann Caspar Kheller von Kellersperg, welcher die Herrschaft Groß-Söding einrichtete.
Eine nicht näher beschriebene Epidemie forderte im Juni und Juli des Jahres 1767 zahlreiche Todesopfer im Ort. Im Dezember 1805 wurden französische Soldaten im Ort einquartiert. Soldaten des k. u. k. Linien-Infanterieregimentes Bellegarde fanden am 24. Oktober 1807 in Großsöding ein Quartier. Die Einwohner von Gradenberg gehörten bis 1848 zu verschiedenen Grundherrschaften, so etwa zu dem Amt Großsöding der Herrschaft Groß-Söding, dem Amt Schütting der Herrschaft Schütting sowie zur Herrschaft Winterhof. Die Kirchengült ging an die Pfarrkirche von Mooskirchen.
Im Jahr 1850 wurde mit der Konstituierung der freien Gemeinden die eigenständige Gemeinde Großsöding gegründet. Im März 1916 wurden zwischen Großsöding, Kleinsöding und Fluttendorf Kriegsgefangene ohne Wissen der örtlichen Behördrn verschoben. Während des Juliputsches wurde am 27. Juli 1934 wurde die Telefon- sowie die Telegraphenleitung zwischen Mooskirchen und Großsöding unterbrochen und der Telefonanschluss des örtlichen Gendarmeriepostens wurde gekappt. Im Juli 1935 versuchten die damals verbotenen Nationalsozialisten die Bevölkerung aufzuwiegeln und im Dezember 1936 zählte der SA-Sturm Söding-Mooskirchen des Sturmbannes Mooskirchen 65 Mitglieder. Nachdem bekannt wurde, dass die Abstimmung über den Anschluss Österreichs verschoben wurde, zog im März 1938 ein Fackelzug mit 400 Teilnehmern durch Großsöding. Am 10. April 1938 stimmten 175 Bewohner für den Anschluss an Deutschland, nur ein Bewohner stimmte ungültig. Nach Kriegsende lagen im Januar 1946 immer noch hunderte Geschoße für Granatwerfer und Panzerabwehrkanonen lose im Ort herum.
Ab Februar 1921 wurde Großsöding vom Elektrizitätswerk Mooskirchen aus mit Strom versorgt. Am 11. Juli 1954 wurde das neue Rüsthaus der Freiwilligen Feuerwehr und 1957 eine Tiefkühlanlage. Am 1. Januar 1958 wurde die Gemeinde Großsöding mit der Gemeinde Kleinsöding zur neu geschaffenen Gemeinde Söding zusammengelegt.

## Wirtschaft und Infrastruktur
Großsöding ist sowohl landwirtschaftlich als auch industriell geprägt. Vor allem seit den 1990er-Jahren erlebte die Ortschaft vor allem aufgrund ihrer durch die nahe gelegene Anbindung an die Süd Autobahn (A 2) und der damit günstig Verkehrsanbindung an Graz eine Ansiedelung von zahlreichen Gewerbebetrieben.

## Kultur und Sehenswürdigkeiten

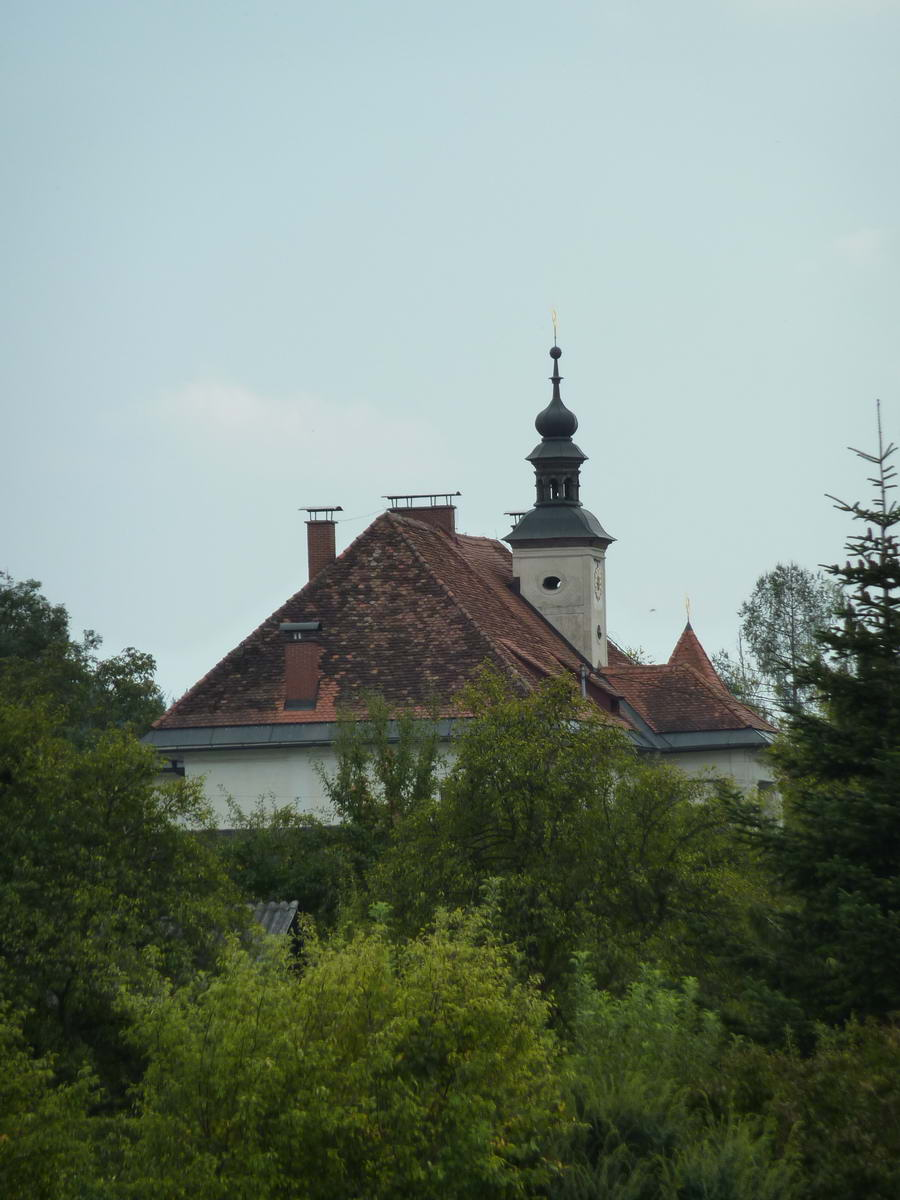
Das Schloss Groß-Söding

In Großsöding gibt es insgesamt ein denkmalgeschütztes Bauwerk. Das Schloss Groß-Söding ist ein im 18. Jahrhundert in seine heutige Form gebrachtes, dreigeschoßiges Gebäude mit Walmdach und barocken Dachreiter. Die Schlosskapelle hat einen von Johann Veit Hauck um 1700 aufgestellten Altar und beherbergt heute von der Grazer Burg hierher überführte und von um 1600 geschaffene Egyd de Rye Fresken.
Es gibt mehrere kleine religiöse Denkmäler im Ort. Die von Franz Vötsch aufgrund eines Gelübdes im Jahr 1873 zu Ehren der Schmerzensmutter im Stil der Neugotik errichtete Moarhanskapelle, auch Marhauskaplle genannt hat einen vom Bildhauer Kelz aus Graz gefertigten Altar. Der Altar trägt ein Bildnis der Schmerzhaften Mutter und es befinden sich Figuren der Heiligen Johannes, Maria Magdalena, Markus, Michael sowie Florian im Kapelleninnenraum. Bei Renovierungsarbeiten im Jahr 1975 wurde die Kapelle mit einem Turm versehen der eine 2008 von der Glockengießerei Grassmayr gegossene Glocke trägt. Die Monstranz ist älter als der Kapellenbau und hat eine ungewöhnliche Form. Der Hirmikapelle genannte Bildstock beim Hof mit den Vulgonamen Hirmi wurde 1893 errichtet und beherbergt ein Marienbildnis. Das Köglkreuz bei der so genannten Griesbrücke wurde am ersten Montag nach Ostern des Jahres 1852 geweiht. An der Weggabelung des Griesbrückenweges befindet sich das Tischlerkreuz, ein Flurkreuz, über dessen Ursprung nichts bekannt ist. An der Straße nach Kleinsöding befindet sich das Pestkreuz, welches am Sieben-Schmerzen-Tag, welches von der Bevölkerung am Freitag nach dem Passionssonntag aufgesucht wird.
Bereits im Jahr 1749 wurde das bis heute bestehende Gasthaus zur Post erstmals erwähnt.

## Politik

### Ehemalige Gemeindevorsteher und Bürgermeister
- 1852–1856 Simon Zorn[6]
- 1860 Franz Grinschgl[6]
- 1868, 1873 und 1876 Peter Hecher[6]
- 1877–1897 Alois Lackner[6]
- 1898–1901 Mathias Spuller[6]
- 1901–1913 Josef Tanzer[6]
- 1914–1938 Simon Klug[6]

## Persönlichkeiten
- Simon Klug (1871–1945), Nationalrat der Christlichsozialen Partei (CSP) und Gemeindevorstand.